# Козарско
Козарско (болг. Козарско) — село в Болгарии. Находится в Пазарджикской области, входит в общину Брацигово. Население составляет 936 человек.

## Политическая ситуация
В местном кметстве Козарско, в состав которого входит Козарско, должность кмета (старосты) исполняет Борис Николов Гёшев (Болгарская социалистическая партия (БСП)) по результатам выборов правления кметства.
Кмет (мэр) общины Брацигово — Васил Михайлов Гюлеметов (независимый) по результатам выборов в правление общины.